# Stenolonche varicolor
Stenolonche varicolor är en stekelart som beskrevs av Joseph Kriechbaumer 1898. Stenolonche varicolor ingår i släktet Stenolonche och familjen brokparasitsteklar. Inga underarter finns listade i Catalogue of Life.